# فرانك هايز (سياسي)
فرانك هايز (بالإنجليزية: Frank Hayes)‏ هو نقابي وسياسي أمريكي، ولد في 4 مايو 1882 في وات تشير في الولايات المتحدة، وتوفي في 10 يونيو 1948 في دنفر في الولايات المتحدة. حزبياً، نشط في الحزب الاشتراكي الأمريكي.